# Retroceso magnético

La sonda solar Parker observó retrocesos, que son perturbaciones en el viaje del viento solar que causan que el campo magnético se doble sobre sí mismo.

Ilustración de la sonda Solar Parker atravesando una curva en el viento solar.

Los retrocesos magnéticos son inversiones repentinas del campo magnético de viento solar.
También descritas como perturbaciones del movimiento en el viento solar que causan que el campo magnético de pliegue sobre sí mismo. 
Esto se observó por primera vez por la misión Ulysses de la ESA/NASA, siendo la primera nave espacial en volar sobre los polos del Sol.
La sonda solar Parker observó sus primeros retrocesos magnéticos en 2018.

## Teorías y observaciones

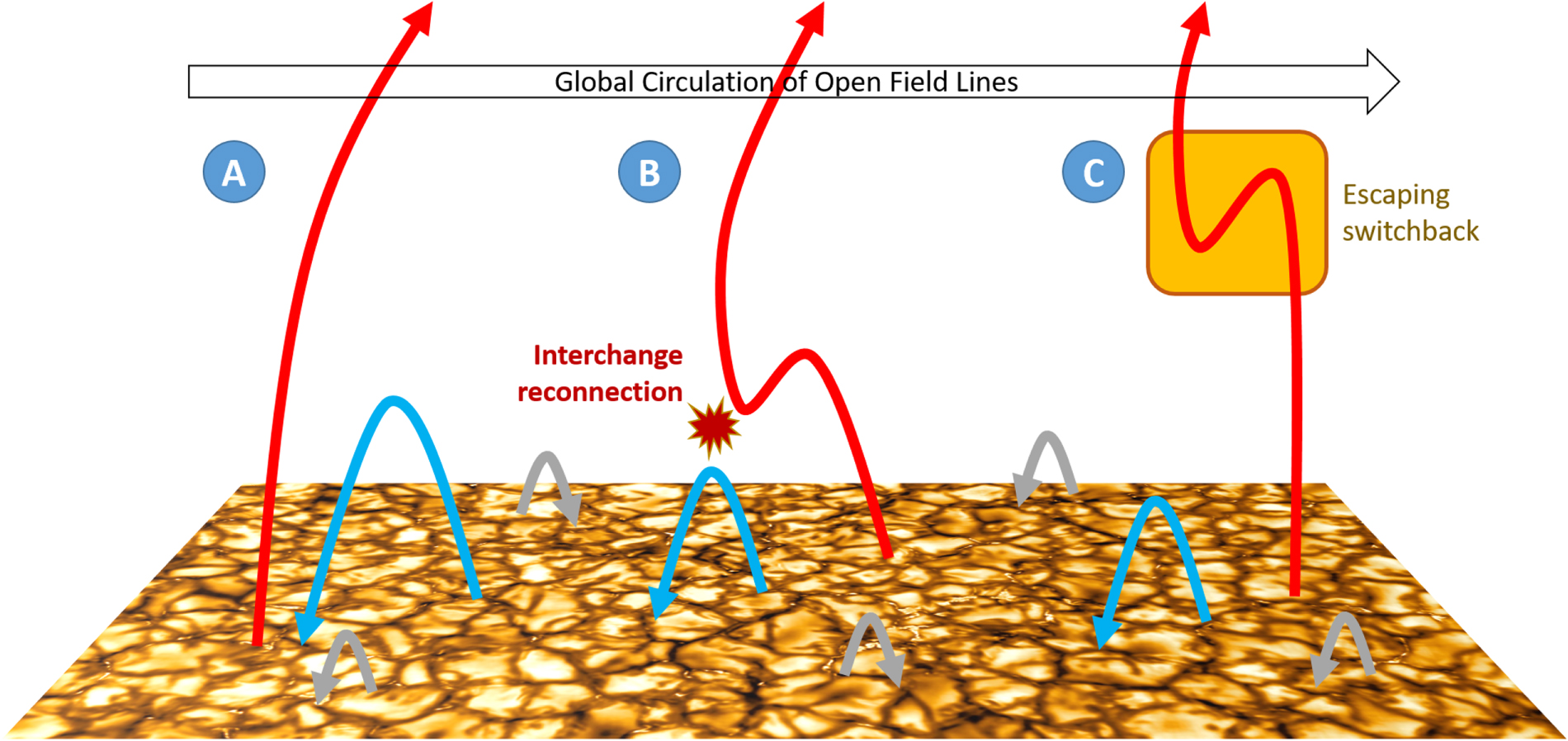
Ilustración de la circulación global del campo magnético habilitada por la reconexión de intercambio. En este escenario, una línea de campo magnético abierta es (A) arrastrada contra un gran bucle coronal, por la circulación global en la corona, (B) sufre una reconexión de intercambio y (C) salta efectivamente el ancho aproximado del bucle originalmente cerrado, lanzando un conmutador en forma de S en el campo magnético hacia la corona.

Una teoría, basada en datos de Ulysses, sugiere que los 'switchbacks" son resultado de un choque entre campos magnéticos abiertos y cerrados.
Cuando una línea de campo magnético roza un bucle magnético cerrado, pueden configurarse en un proceso denominado como reconexión de intercambio, que es un reordenamiento explosivo de los campos magnéticos que conducen a una forma de retroceso.
La línea abierta encaja en el bucle cerrado, liberando una caliente ráfaga de plasma del bucle, mientras "une" los dos campos en una nueva configuración. Ese chasquido repentino crea una torcedura en forma de S en la línea abierta del campo magnético antes de que el bucle de vuelva a sellar. 
La sonda solar Parker realizó su primera observación de un retroceso magnético el 6 de noviembre de 2018, y lo observado es similar al modelo desarrollado.
Una segunda acuerda la importancia de la reconexión de intercambio, pero difiere en la naturaleza de los cambios en sí mismo. En vez de ver los retrocesos como una torcedura en una línea del campo magnético, esta teoría sugiere que es la firma de un tipo de estructura magnética, denominada cuerda de flujo.
Y una última teoría sugiere que los retrocesos se forman de forma natural a medida que el viento solar se expande por el espacio.
Las curvas, esencialmente torceduras en forma de S en las líneas de campo magnético que fluyen desde el Sol, parecen surgir de una reconfiguración de líneas de campo magnético abiertas y en bucle que ya están en la atmósfera del Sol.
Cuando una línea de campo magnético abierta se encuentra con un bucle magnético cerrado, pueden pasar por un proceso llamado reconexión de intercambio. 
Esto permite que la línea de campo magnético abierto encaje en el bucle y permite que un lado del bucle magnético anteriormente cerrado se conecte al campo magnético solar que se extiende hacia el exterior del sistema solar. 
Este proceso crearía una torcedura en forma de S que fluye hacia afuera en la línea de campo magnético abierto recién formada, una forma que sigue las curvas que mide la sonda solar Parker.
Dada la fase del ciclo solar, si la sonda estaba en el hemisferio magnético sur, el campo magnético del viento solar siempre debería haber tenido una polaridad magnética orientada hacia el Sol. En cambio, Parker observó miles de intervalos, con una duración que va desde segundos hasta decenas de minutos, donde la velocidad del flujo del viento solar salta repentinamente y la orientación del campo magnético gira casi 180° en los casos más extremos, antes de regresar con la misma rapidez a las condiciones originales de viento solar. 
Estos eventos se han denominado retrocesos, cuando se refieren al cambio en la dirección del campo magnético, o picos de velocidad, cuando se refieren al fuerte aumento en la velocidad del viento solar.

## Últimos hallazgos

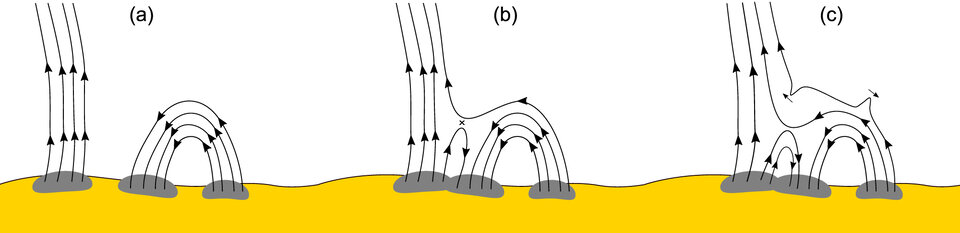
Cerca del Sol, y especialmente por encima de las regiones activas, hay líneas de campo magnético abiertas y cerradas. Las líneas cerradas son bucles de magnetismo que se arquean en la atmósfera solar antes de curvarse y desaparecer de nuevo en el Sol.

La nave espacial Solar Orbiter de la ESA/NASA ha encontrado pistas convincentes sobre el origen de los retrocesos magnéticos durante su paso más cercano por el Sol el 25 de marzo de 2022. Utilizando los datos del Solar Orbiter, Daniele Telloni, Gary Zank y su equipo llegaron a la conclusión de que la teoría basada en los datos de Ulysses es correcta, "demostraron que los retrocesos ocurren cuando hay una interacción entre una región de líneas de campo abierto y una región de líneas de campo cerrado".